# Monica Tabengwa
Monica Tabengwa (Botswana, c. 1971) és una activista pels drets del col·lectiu LGBT, advocada i investigadora botswanesa.

## Biografia
Filla de mare soltera, va créixer amb set germans. Tabengwa es va llicenciar en dret per la Universitat de Botswana i va obtenir un màster en dret pel Centre de Drets Humans de la Universitat de Pretòria.
Defensora dels drets humans, activista i feminista, amb àmplia experiència en la defensa dels drets humans i la justícia social, ha treballat en favor dels drets de les dones, de les persones amb VIH i, durant dècades, pels drets del col·lectiu LGBTIQ+. Es va convertir en especialista en temes LGBT a l'Àfrica subsahariana.
Va ser la directora executiva de l'Associació Internacional Panafricana de l'International Lesbian, Gay, Bisexual, Trans and Intersex Association. Ha estat investigadora per a l'organització internacional Human Rights Watch LGBTI, realitzant recerques i documentant violacions dels drets humans, amb especial atenció als drets de les minories sexuals i de gènere a Àfrica. També va dirigir el projecte d'inclusió LGBTI de l'organització de cooperació internacional Hivos a Zimbàbue.
A més, es va convertir en membre del comitè de redacció i signatària dels Principis de Yogyakarta. També va passar a treballar per al Programa de les Nacions Unides per al Desenvolupament com a especialista en polítiques LGBT a Àfrica. Tabengwa va ser una de les fundadores del projecte Envisioning LGBTI, que es va gestar inicialment durant els World Outgames. A més, va ser la fundadora i impulsora de LEGABIBO, una organització LGBTI de Botswana que va estar darrere de la campanya per a despenalitzar les relacions entre persones del mateix sexe en aquest país.
Tabengwa ha escrit sobre la violència i la discriminació que enfronten les persones LGBT a l'Àfrica subsahariana. Va sortir de l'armari públicament com a lesbiana.